# Straff- och arbetsfängelset å Norrmalm församling
Straff- och arbetsfängelset å Norrmalm församling var en församling i nuvarande i Stockholms stift i nuvarande Stockholms kommun. Församlingen uppgick 1889 i Adolf Fredriks församling.

## Administrativ historik
Församlingen bildades omkring 1815 genom utbrytning ur Maria Magdalena församling under namnet Kronospinnhuset församling som på 1830-talet namnändrades till Norra korrektionsinrättningens församling senare, på 1860-talet, åter namnändrades till Straff- och arbetsfängelset å Norrmalm församling. Församlingen uppgick 1889 i Adolf Fredriks församling. 